# Пржибрам
Пржи́брам (іноді Прибрам, чеськ. Příbram, МФА: [ˈpr̝i:bram]) — місто в західній Чехії, 35 475 мешканців (2005).
Місто розташоване в однойменному гірничовидобувному регіоні. Імператор Рудольф II (1552-1612 рр.) надав Пржибраму статус «Королівського гірничого міста».
У 1848—1940 pp. у Пржибрамі діяла Гірнича Академія, у якій навчалося деяка кількість українців. У 1898—1912 pp. вони мали товариство «Ватра». У 1920 pp. це були колишні вояки української армій з таборів інтернованих у Чехословаччині.
Загальна кількість українських студентів у 1919 — 31 pp. — 95, з них 58 здобули дипломи інженерів. З 1920. р. українські студенти мали гурток «Каменярі» (1925 р. — 63 члени).

## Населення
- 1964 — 28300
- 2005 — 35475

## Культура
У місті працює Чеський музей гірництва

## Відомі особистості
В поселенні народились:
- Ірена Доускова (* 1964) — чеська письменниця.
- Йозеф Прібік (1853—1937) — український диригент чеського походження.
- Патрік Штефан (* 1980) — колишній чеський хокеїст.
- Антонін Маша (1935—2001) — чеський кінорежисер